# Irving Layton
Irving Layton, właśc. Israel Lazarovitch (ur. 12 marca 1912 w Târgu Neamț, zm. 4 stycznia 2006 w Montrealu) – kanadyjski poeta anglojęzyczny.

## Życiorys
Urodził się w rodzinie rumuńskich Żydów, którzy w 1913 wyjechali wraz z nim do Kanady. W 1939 ukończył Macdonald College, a w 1946 McGill University, podczas II wojny światowej służył w Royal Canadian Air Force. W latach 1945-1960 pracował jako wykładowca w Montrealu, 1970-1978 był profesorem literatury w York University w Toronto. Pisał poematy, liryczne i romantyczne w tonie i klasyczne w formie, w 1945 i 1948 wydał zbiory poezji opisowej Here and Now i Now Is the Place. Później tworzył zjadliwe satyry na współczesne społeczeństwo, wymierzone głównie przeciwko mentalności mieszczańskiej i burżuazyjnej, jako wrogiej spontaniczności - Midst of My Fever (1954) i The Cold Green Element (1955), później A Red Carpet for the Sun (1959), For My Brother Jesus (1976), The Gucci Bag (1983) i Fornaluxt: Selected Poems 1928–1990 (1992). Jest też autorem esejów (zawartych w zbiorach Engagements z 1972 i Taking Sides z 1978) oraz autobiografii.